# Don't Give Up Yourself!!
「Don't Give Up Yourself!!」（ドント・ギブアップ・ユアセルフ）は、2011年7月6日に発売されたHAN-KUN（湘南乃風）の4枚目のシングルである。発売元はトイズファクトリー。

## 概要
- 前作「TOUCH THE SKY」から約1年2ヶ月振りとなるシングル。
- 初回盤には、本作のためだけに撮影されたスタジオライブの映像を収録したDVDが付属。

## 収録曲

### CD
1. Don't Give Up Yourself!!
（作詞・作曲・編曲:HAN-KUN）
2. RUN DI PLACE
（作詞・作曲・編曲:HAN-KUN）
3. DREAMER〜「SPECIAL LIVE SESSION」ver.〜
（作詞・作曲・編曲:HAN-KUN）
冒頭で「T.R.Y.」、「夢を」、「それでいいんだ」のサビ部分の歌詞が出てくる。
4. Don't Give Up Yourself!! -inst.-
5. RUN DI PLACE -inst.-

### DVD（初回盤にのみ付属）
1. SPECIAL LIVE SESSION